# Ricardo Cipolla
Ricardo Cipolla foi um ítalo-brasileiro anarquista, operário sapateiro, fundador do Centro Libertário Terra Livre nos anos de 1921 e 1922, amigo e colaborador de Edgard Leuenroth. Em 30 de Dezembro de 1922 Cipolla foi assassinado a tiros no palco do Salão Leal Oberdan enquanto atuava em uma peça teatral com objetivo de angariar recursos para o jornal A Plebe. Seu assassino, um espanhol de nome Indalécio Iglesias que apesar de andar entre alguns anarquistas queria ser policial.
O assassinato foi amplamente utilizado tanto pela imprensa burguesa como pela imprensa comunista que se esforçaram mais uma vez por vincular a ideia de anarquia ao caos e à confusão. O motivo do assassinato, no entanto, nunca foi descoberto.